# Stellaria mannii
Stellaria mannii är en nejlikväxtart som beskrevs av Joseph Dalton Hooker. Stellaria mannii ingår i släktet stjärnblommor, och familjen nejlikväxter. Inga underarter finns listade i Catalogue of Life.